# Illicium dunnianum
Illicium dunnianum là một loài thực vật có hoa trong họ Schisandraceae. Loài này được Tutcher miêu tả khoa học đầu tiên năm 1905.